# Агломерация Белен (мезорегион)

Агломерация Белен на карте.

Агломерация Белен (порт. Mesorregião Metropolitana de Belém) — административно-статистический мезорегион в Бразилии, входит в штат Пара. Население составляет 2 437 297 человек на 2010 год. Занимает площадь 6890,613 км². Плотность населения — 353,71 чел./км².

## Демография
Согласно сведениям, собранным в ходе переписи 2010 г. Национальным институтом географии и статистики (IBGE), население мезорегиона составляет:
| Полное население                            | Полное население                            | Полное население                            | Полное население                            | 2 437 297 |
| ------------------------------------------- | ------------------------------------------- | ------------------------------------------- | ------------------------------------------- | --------- |
| в том числе:                                | Городское население                         | 2 252 203                                   | Процент городского населения, %             | 92,41     |
|                                             | Сельское население                          | 185 094                                     | Процент сельского населения, %              | 7,59      |
|                                             | Мужское население                           | 1 172 013                                   | Процент мужского населения, %               | 48,09     |
|                                             | Женское население                           | 1 265 284                                   | Процент женского населения, %               | 51,91     |
| Плотность населения, чел/км²                | Плотность населения, чел/км²                | Плотность населения, чел/км²                | Плотность населения, чел/км²                | 353,71    |
| Население мезорегиона в % к населению штата | Население мезорегиона в % к населению штата | Население мезорегиона в % к населению штата | Население мезорегиона в % к населению штата | 32,15     |

## Статистика
- Валовой внутренний продукт на 2003 год составляет 11 666 719 322,00 реалов (данные: Бразильский институт географии и статистики).
- Валовой внутренний продукт на душу населения на 2003 год составляет 5120,20 реалов (данные: Бразильский институт географии и статистики).
- Индекс развития человеческого потенциала на 2000 год составляет 0,785 (данные: Программа развития ООН).

## Состав мезорегиона
В мезорегион входят следующие микрорегионы:
1. Белен
2. Кастаньял